# 爱德华·马塞勒
爱德华·马塞勒（法語：Édouard Marcelle，1909年10月1日—2001年11月9日），法国男子赛艇运动员。他曾代表法国参加1928年夏季奥林匹克运动会赛艇比赛，获得男子双人单桨有舵手银牌。